# Królowa (serial telewizyjny)
Królowa – polski serial obyczajowy z wątkiem drag queen udostępniony 23 czerwca 2022 na platformie VOD Netflix.

## Fabuła
Sylwester Borkowski (Andrzej Seweryn) mieszkający od lat w Paryżu i spełniający się jako drag queen o pseudonimie artystycznym „Loretta”, po latach wraca do Polski, by zostać dawcą nerki dla swojej córki Wioletty (Maria Peszek).

## Obsada
| Aktor                 | Rola                          |
| --------------------- | ----------------------------- |
| Andrzej Seweryn       | Sylwester Borkowski „Loretta” |
| Maria Peszek          | Wioletta Nowak                |
| Julia Chętnicka       | Iza Nowak                     |
| Kova Rea              | Corentin                      |
| Antoni Porowski       | Antoine                       |
| Paweł Koślik          | taksówkarz Ziutek             |
| Piotr Witkowski       | Bruno Adamski                 |
| Henryk Niebudek       | Patryk Adamski                |
| Pascal Fischer        | Marek Gawryszewski            |
| Łukasz Gawroński      | Darek Adamski                 |
| Justyna Lewicka       | pielęgniarka Krysia           |
| Justyna Ducka         | recepcjonistka Renata         |
| Agnieszka Przepiórska | Róża Gawryszewska             |
| Wioletta Kopańska     | reporterka telewizyjna        |
| Paweł Prokopczuk      | Sebastian Adamski             |
| Dominik Bąk           | Tomek                         |
| Bartosz Picher        | Jarek                         |
| Jan Wojtyński         | Gacek                         |

## Produkcja i odbiór
Zdjęcia do serialu odbywały się w Paryżu i Warszawie oraz w województwie dolnośląskim – we Wrocławiu, Gryfowie Śląskim i Nowej Rudzie.
Serial w okresie swojej premiery znajdował się w rankingu najpopularniejszych produkcji platformy VOD Netflix.
Produkcja cieszyła się dobrymi opiniami recenzentów, szczególnie za odważną tematykę w Polsce, a także rolę Andrzeja Seweryna.